# Carebara affinis
Carebara affinis (лат.) — вид мелких муравьёв рода Carebara из подсемейства Myrmicinae (Formicidae). Австралия и Океания, Юго-Восточная Азия.

## Описание
Мелкие муравьи (длина тела рабочих составляет 1—2 мм, матки в несколько раз крупнее). От близких видов рабочие отличаются следующими признаками: промезонотум отчётливо выпуклый при боковом виде; первый брюшной тергит почти такой же широкий, как второй тергит; проподеальные шипы направлены назад или прямые; крупные рабочие с широко выпуклым мезоскутеллом в боковой проекции и без оцеллий на передней части головы. Усики 11-члениковые с булавой из двух сегментов. Стебелёк между грудкой и брюшком состоит из двух члеников: петиолюса и постпетиолюса (последний чётко отделён от брюшка), жало развито.

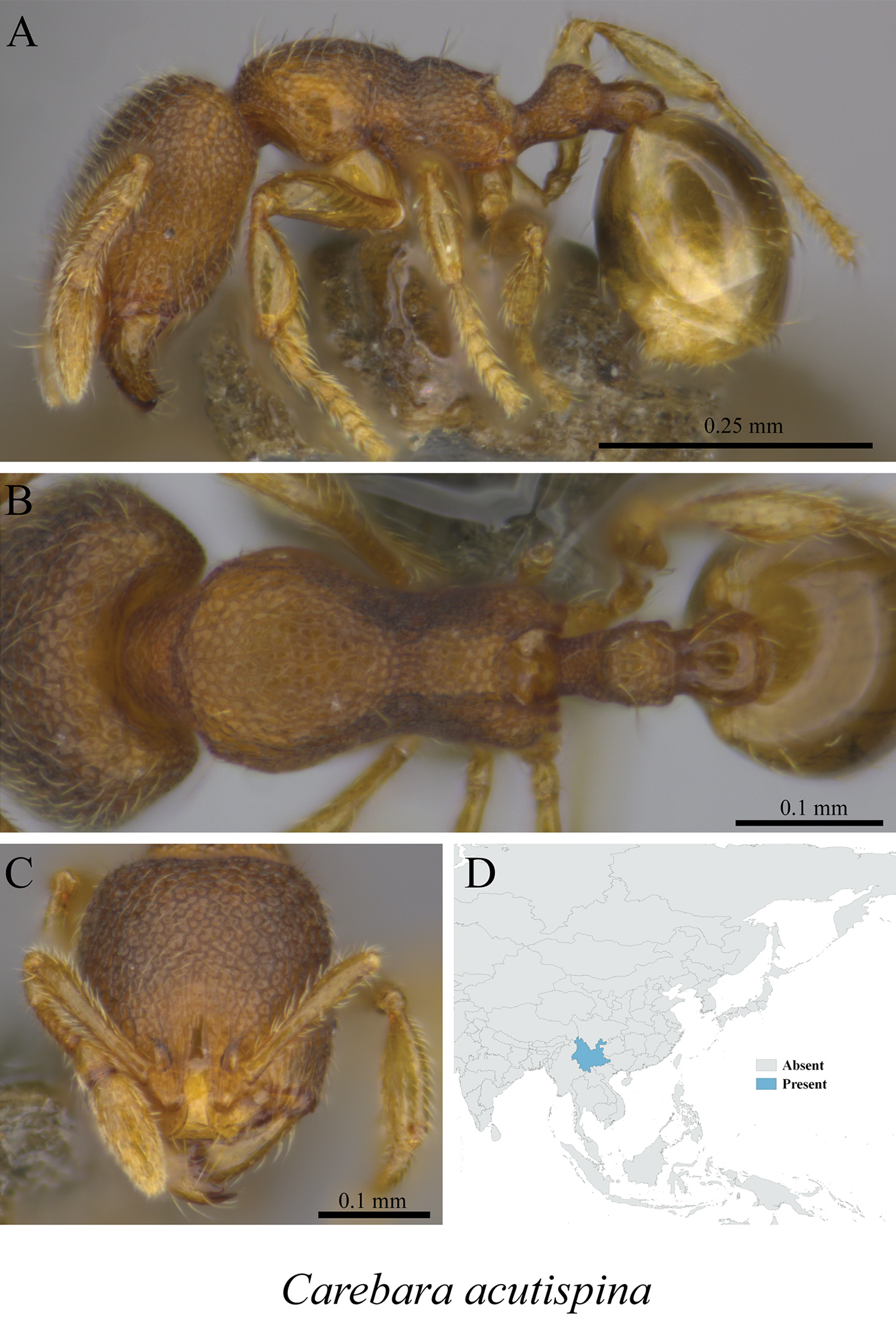
Рабочий
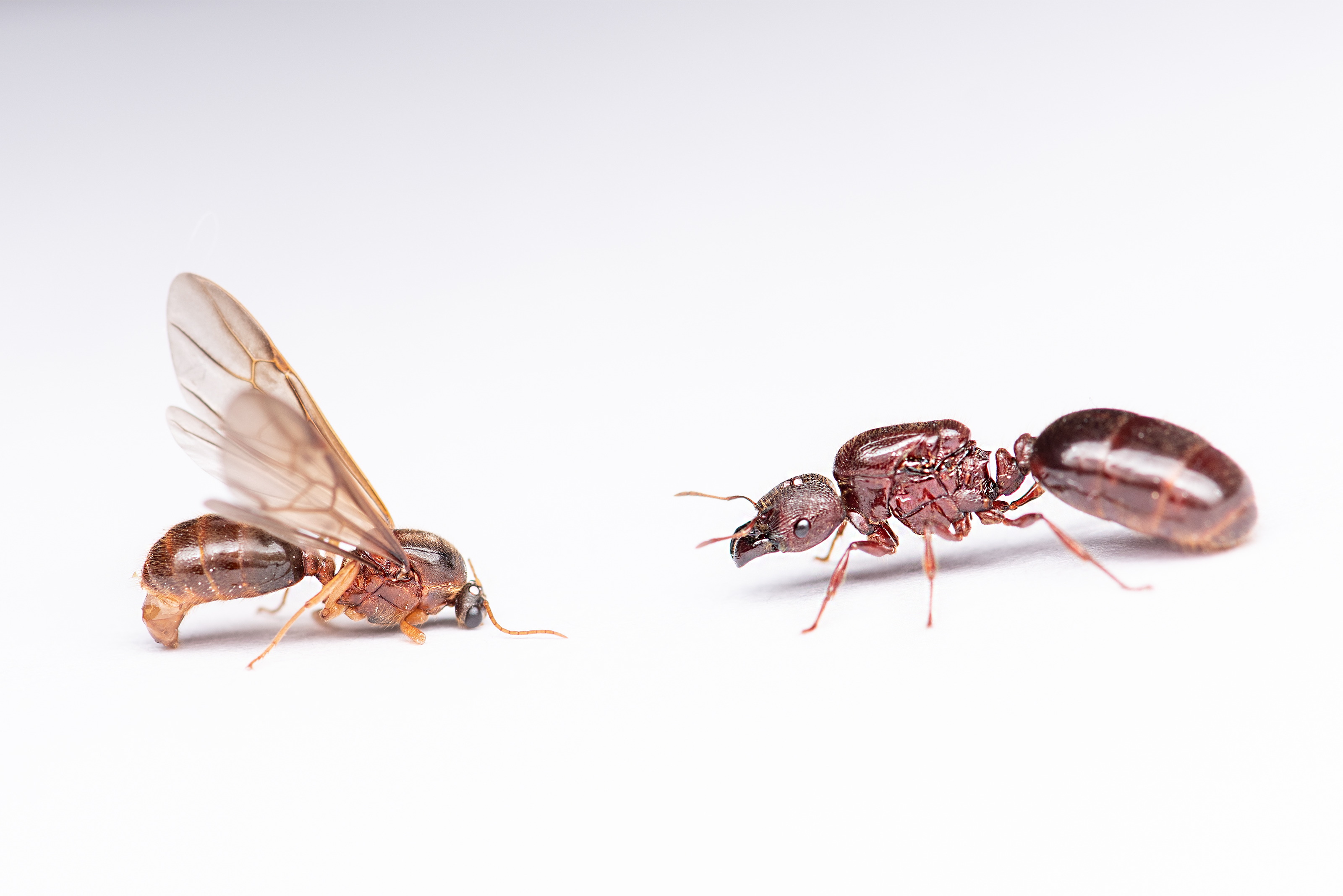
Самец и самка

## Распространение
Широко распространён в Австралазии и Индо-Малайском регионе: Бангладеш, Борнео, Китай (Гуандун, Гуанси, Хайнань, Гонконг, Тайвань, Сицзан, Юньнань), Индия (местонахождение вида), Индонезия, Лаос, Малайзия, Мьянма, Никобарские острова, Филиппины, Шри-Ланка, Таиланд, Австралия, Папуа — Новая Гвинея.